# Padrinàs
Padrinàs es una entidad de población española del municipio de La Vansa Fornols, perteneciente a la provincia de Lérida, en la comunidad autónoma de Cataluña.

## Historia
Hacia mediados del siglo XIX, el lugar, ya por entonces perteneciente a La Vansa, tenía contabilizadas cinco casas. Aparece descrito en el duodécimo volumen del Diccionario geográfico-estadístico-histórico de España y sus posesiones de Ultramar de Pascual Madoz con las siguientes palabras:

PADRINAS: ald. en la prov. de Lérida, part. jud. de y dióc. de Seo de Urgel, aud. terr. y c. g. de Barcelona, ayunt. de Vausa: está sit. en terreno montuoso no lejos del r. Segre: consta de 5 casas y una igl. aneja; en cuanto al terreno, prod. y demas (V. el ayunt. á que corresponda).
(Madoz, 1849, p. 509)

En 2022, la entidad singular de población tenía empadronados diez habitantes y el núcleo de población, los mismos.